# Amtsgericht Znin
Das Amtsgericht Znin war ein preußisches Amtsgericht mit Sitz in Znin (Provinz Posen).

## Geschichte
Aufgrund der Reichsjustizgesetze wurden mit Wirkung zum 1. Oktober 1879 reichsweit einheitlich Amtsgerichte gebildet. In Znin entstand dabei kein Amtsgericht.
Mit dem Gesetz, betreffend die Einrichtung eines Amtsgerichts in der Stadt Znin vom 28. Juni 1896 wurde das Amtsgericht Znin errichtet und dem Landgericht Bromberg zugeordnet. Als Sprengel wurden der Kreis Znin mit Ausschluss
1. der Gemeindebezirke Dziewierzewo, Miastowitz, Rusiec, sowie der Gutsbezirke Dziewierzewo, Eckardsfelde, Rusiec aus dem Polizeidistrikt Znin West, welche bei dem Bezirk des Amtsgerichtes Exin verblieben
2. der Gemeindebezirke Annowo, Chomionza geistlich, Jadownik, Murtschin, Obudno, Rosalinowo, Wistorowo, Woyein, sowie der Gutsbezirke  Jadownik, Kierschkowo, Neudorf, Obudno, Golomski Forst (mit Balschau und Kibitzbruch), Wartenberg aus dem Polizeibezirk Znik Ost, welche beim Bezirk des Amtsgerichtes Labischin verblieben

festgelegt.
Das Gericht nahm am 1. April 1899 die Arbeit auf. Der Amtsgerichtsbezirk kam aufgrund des Versailler Vertrages 1919 zu Polen, und das Amtsgericht stellte seine Arbeit ein. Im Jahre 1939 wurde Polen deutsch besetzt. Im Rahmen der Neuorganisation der Gerichte in Ostdeutschland und im ehemaligen Polen wurden das Amtsgericht Znin neu gebildet, nun dem Landgericht Hohensalza zugeordnet.
Im Jahre 1945 wurde der Amtsgerichtsbezirk unter polnische Verwaltung gestellt, und die deutschen Einwohner wurden vertrieben. Damit endete auch die Geschichte des Amtsgerichtes Znin. Unter polnischer Verwaltung entstand das Sąd Rejonowy w Żninie (1950–1975: Sąd Powiatowy w Żninie).